# Courant de conscience
 (décembre 2010).
Si vous disposez d'ouvrages ou d'articles de référence ou si vous connaissez des sites web de qualité traitant du thème abordé ici, merci de compléter l'article en donnant les références utiles à sa vérifiabilité et en les liant à la section « Notes et références ».

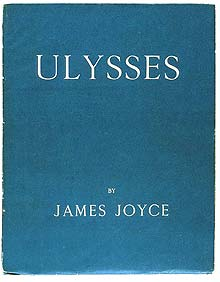
Couverture d’Ulysses par James Joyce (première édition, 1922), considéré comme le premier exemple de l'utilisation de la technique de courant de conscience

En littérature, le courant de conscience ou flux de conscience est une technique d'écriture qui cherche à transmettre le point de vue cognitif d'un individu en donnant l'équivalent écrit du processus de la pensée. Le terme, initialement anglophone (stream of consciousness), a été introduit par le philosophe et psychologue William James dans l'ouvrage The Principles of Psychology (1890). Il est associé à la littérature moderniste (Virginia Woolf, Andreï Biély, James Joyce, William Faulkner et Claude Simon) où il apparaît pour la première fois sous la plume de la romancière Dorothy Richardson. Son introduction dans un contexte littéraire, dérivant de la psychologie, est attribuée à May Sinclair.
Habituellement considéré comme une forme spécifique de monologue intérieur, il se caractérise par des sauts associatifs (et parfois dissociatifs) dans la syntaxe et la ponctuation qui peuvent rendre le texte difficile à suivre. Le courant de conscience et le monologue intérieur doivent être distingués du monologue dramatique, où le locuteur s'adresse à un public ou à une tierce personne, et qui est principalement utilisé dans la poésie ou le drame. Par exemple, les écrivains irlandais Beckett et Joyce ont tous les deux omis les points et les retours à la ligne, James Joyce ayant même supprimé les apostrophes. Dans le courant de conscience, les processus de pensée du locuteur sont le plus souvent décrits comme entendus (ou adressés à soi-même) ; il s'agit principalement d'un outil de fiction.

## Développement

### LeXXIesiècle
Le courant de conscience continue d'apparaître dans la littérature contemporaine. Dave Eggers, auteur de A Heartbreaking Work of Staggering Genius (2000), Une œuvre déchirante d’un génie renversant en français, « parle de la même manière qu'il écrit – un courant de conscience puissant, des pensées qui partent dans toutes les directions » d'après une critique. Le romancier irlandais John Banville décrit le roman Amuleto de Roberto Bolaño comme « un flux de conscience fébrile ». La première décennie a amené une exploration plus profonde, incluant le roman de Jonathan Safran Foer : Tout est illuminé (2002). Le livre 'Les Lionnes', de Lucy Ellmann, appartient aussi à cette catégorie.

## Monologue intérieur
Alors que de nombreuses sources utilisent les termes « courant de conscience » et « monologue intérieur » comme des synonymes, le Dictionnaire des termes littéraires d'Oxford propose qu'ils « peuvent être aussi distingués de manière psychologique et littéraire. Du point de vue psychologique, le courant de conscience est le sujet en lui-même, alors que le monologue intérieur est la technique pour le présenter ». En littérature, « alors qu'un monologue intérieur présente toujours les pensées du personnage “directement”, sans intervention apparente d'un narrateur qui sélectionne ou résume, il ne va pas nécessairement les mêler aux impressions et perceptions ni bafouer les normes grammaticales, ou la logique; or la technique du courant de conscience fait aussi l'une de ces choses voire les deux ». De la même manière, alors que l' Encyclopédie Britannique en Ligne accepte que ces termes soient « souvent utilisés de manière interchangeable », elle suggère que « alors qu'un monologue intérieur peut être le reflet de pensées à demi-formées, d'impressions et d'associations qui affectent l'inconscient du personnage, il peut également être réduit à une présentation organisée des pensées rationnelles du personnage ».